# Cruz da Calheta
A Cruz da Calheta é uma localidade portuguesa da freguesia da Calheta de Nesquim, concelho das Lajes do Pico, ilha do Pico, arquipélago dos Açores.
Esta localidade encontra-se próximo ao povoado da Ribeira Grande, do Canto da Costa e da elevação denominada Cruz do Redondo.